# Sturmgeschütz III (Fl)
Sturmgeschütz III (Fl) – niemiecki samobieżny miotacz ognia na podwoziu działa szturmowego Sturmgeschütz III, używany podczas II wojny światowej.

## Historia
W grudniu 1943 roku Hitler rozkazał przebudować 10 Sturmgeschützów III na samobieżne miotacze ognia. Początkowo zamierzano przebudować nowo wyprodukowane pojazdy, ale ostatecznie zdecydowano się wykorzystać 10 starszych, które wróciły do fabryki w celu przeprowadzenia remontu generalnego. Dziewięć pojazdów zakończono przebudowywać w maju 1944 r., a ostatniego oddano w kolejnych miesiącach. Jeden z pojazdów miał wypadek w lipcu 1944 r., po którym został przebudowany. Kolejne dwa pojazdy przebudowano z powrotem na działa szturmowe jeszcze w tym samym roku.